# Ристе, Олаф
Олав Ристе (родился 11 апреля 1933 года (Волда) — умер 21 июля 2015 года) — норвежский историк, известный своими исследованиями в области норвежской внешней политики и истории обороны.

## Биография
Ристе родился и вырос в Волде, где его отец был директором национальной средней школы. В 1959 году стал кандидатом филологических наук по специальности «История» в Университете Осло, а в 1963 году он получил докторскую степень в Оксфордском университете, защитив диссертацию о нейтральной позиции Норвегии во время Первой мировой войны под научным руководством Джеймса Джолла. Большую часть своей карьеры он был связан с Департаментом оборонных исследований, где был директором и руководителем исследований. Ристе стажировался в Гарвардском университете (1967 г.) и в Свободном университете Берлина (1972 г.). Он долгое время работал в Лондонской школе экономики и Международном центре ученых имени Вудро Вильсона. В 1980 году он стал профессором II Бергенского университета. С 1975 по 1981 год он был редактором Скандинавского журнала истории.
Ристе написал, среди прочего, книгу «Лондонское правительство — Норвегия в военном союзе 1940-45 годов», которая впервые была опубликована в двух томах в 1973 и 1979 годах, а также ряд других книг по внешней политике и политике безопасности, а также по истории норвежской и международной разведки.
Олав Ристе был членом Норвежской академии наук с 1984 года. В 2003 году он был награждён орденом Святого Олафа 1-й степени «за его усилия в современных исторических исследованиях и исследованиях политики безопасности». Ристе знал английский, немецкий и французский языки, в сочинениях на норвежском он предпочитал использовать нюнорск.